# 緬甸蟒
緬甸蟒或緬甸岩蟒即蟒蛇、蟒，古称蚺蛇，别称南蛇、黑尾蟒、金花蛇、琴蛇，是蛇亞目蟒科蟒屬的一种，也是世界上最巨型的蛇類之一，2009年以前曾被当作为印度蟒（Python molurus）的亞種。原生於東南亞，多居於熱帶雨林裡，在一些接近水源的地方較容易接觸到牠們，有時也會出沒於樹木上。緬甸蟒以體型巨大著稱，在亞洲緬甸蟒是第三大蛇，僅次於網紋蟒和印度蟒。緬甸蟒身長最高可達7米，體重可達121公斤，但是大部分的個體多在五公尺以內。緬甸蟒畢生會不斷成長，而且雌性的緬甸蟒比雄性更為巨大。位於美國伊利諾州蛇類野生動物園中的一條緬甸蟒，是目前全球被飼養的蛇類中體重最重的紀錄保持者，在2005年，其體重達183公斤，體長則為8.2公尺。

## 特徵
緬甸蟒的身體顏色基調較為淺色，有著許多明顯的黑紋，其斑斕的紋理深受歡迎，在皮革行業中其蛇皮成為相當高級的逸品。緬甸蟒的體紋形態及色彩均與非洲岩蟒（Python sebae）頗為相似，這令許多在野外（多指印度與緬甸的邊陲地區）遇到巨蟒的人，會對此兩個物種有所混淆。

## 地理分布
緬甸蟒的原生地域主要在東南亞和東亞，包括緬甸、泰國、印度、柬埔寨、越南、馬來半島北部、印尼、中華民國金門縣、中華人民共和國福建、广东、海南、广西、西藏、贵州、云南。牠們是游泳能手，其生存環境需要水源。因此緬甸蟒多出沒於草原、灌木林、濕原、林地及河谷等地理環境，也會在一些茂密樹林中活動。與此同時，緬甸蟒亦擅長攀爬樹木，牠們有著強勁有力的尾部，能靈活地抓緊樹木枝幹，以作移動。

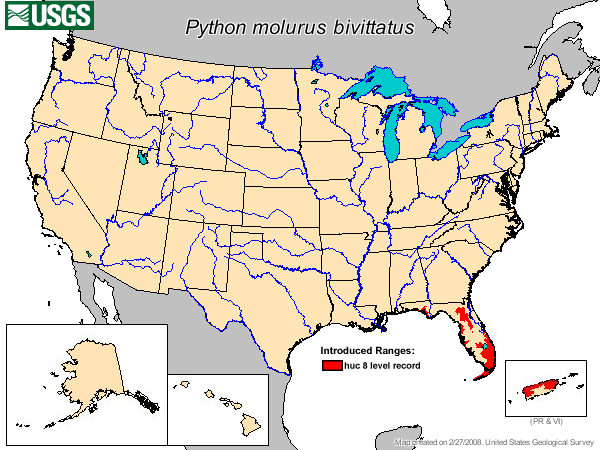
緬甸蟒於美國的分布形勢

目前野生的緬甸蟒普遍被認為受到一定程度的威脅，牠們被瀕臨絕種野生動植物國際貿易公約列入「瀕危物種」名單。所有巨型蟒蛇（包括印度蟒、非洲岩蟒、網紋蟒、亞洲岩蟒等）都曾因其蛇皮受到皮革商及獵戶的覬覦，因而遭到频繁的捕獵；另外一些民間製藥、泡酒的方式，及部分人士活捕作寵物等事情，都令野生蟒蛇的數量一度銳減。有些地方（例如台北華西街夜市）的食客更會捕捉蟒蛇作直接飲食用途。

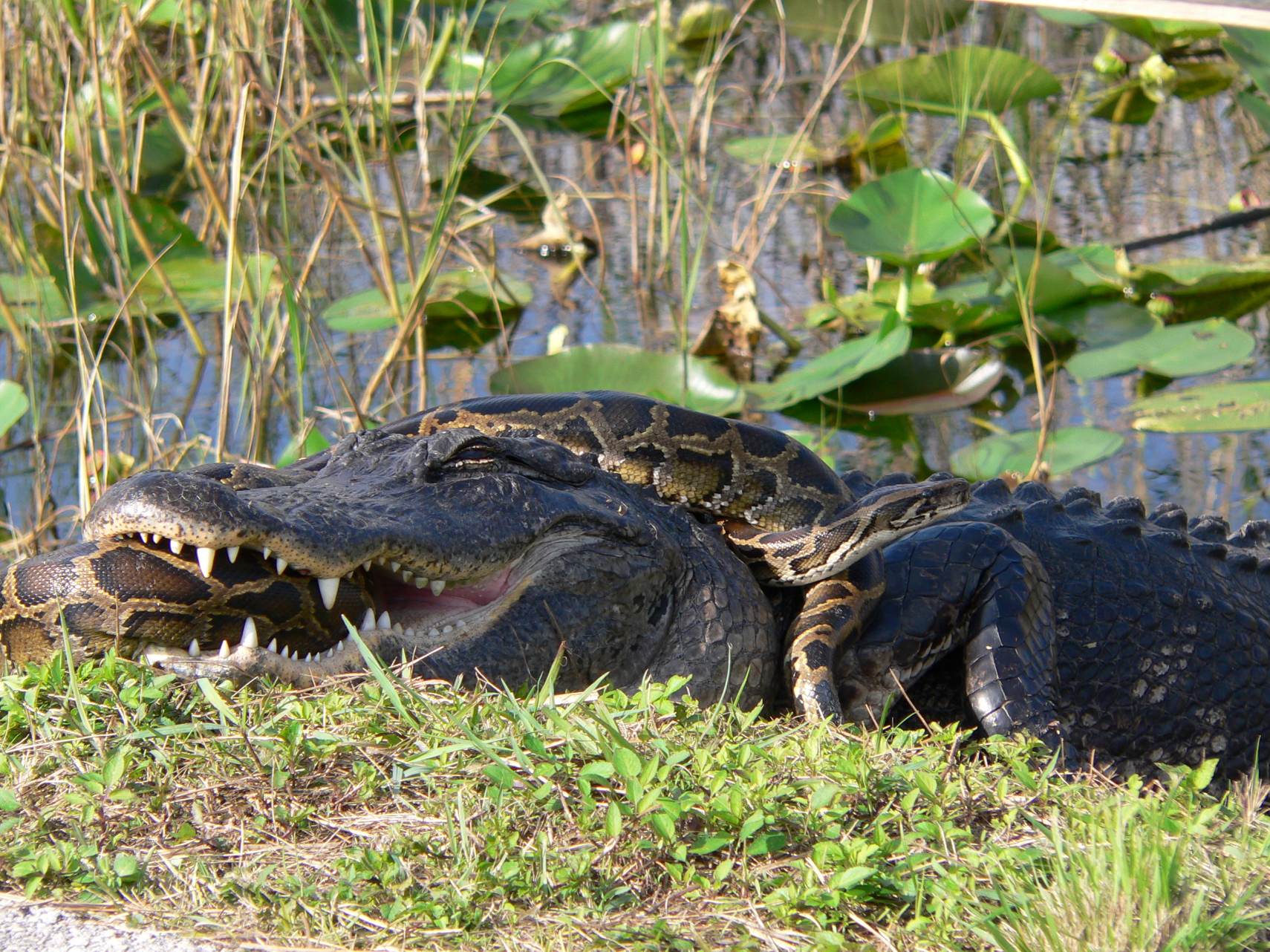
一頭美國短吻鱷與一條緬甸蟒陷入纏鬥

在美國，一些飼養緬甸蟒的事例，導致了另一種嚴重的生態問題。有些人飼養緬甸蟒，卻想不到這些蟒蛇逐日長大，竟然成長出超乎想像的體型，想要丟棄其寵物（也有些人是純粹不想再飼養下去），又不知道如何處理，有時會就此將蟒蛇放生到野外。大量蟒蛇的出現，令佛羅里達州大沼澤地一帶產生地區性的生態問題。這些蟒蛇進佔大沼澤地，並於當地繁殖成長，成為该地區的入侵物種。在2005年，當地緬甸蟒因與本土的美國短吻鱷產生死結式的鬥爭，而受到人類的介入，當時更捕獲到超過230條的巨蟒，可見其繁殖數量之驚人。另外，這些蟒蛇更會捕食当地的瀕危鳥類，令本已脆弱的生態環境更受威脅，緬甸蟒的存在成为一種新的生態危機。2008年2月，更有學者估計在數代繁殖之後，佛羅里達州緬甸蟒會開始向外遷移，甚至開始侵佔美國本土三分一內陸地帶。

## 行為

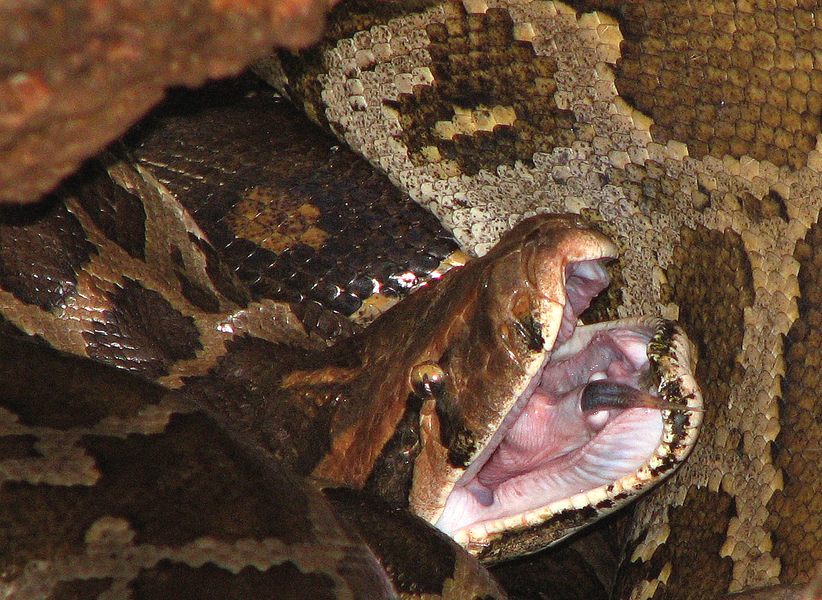
處於印度的緬甸蟒

緬甸蟒是一種夜行性蛇類，生活於熱帶雨林之中。年幼的緬甸蟒僅活動於樹上或地面上的既定區域內，但當牠們逐漸長大後，由於體重及長度與日俱增，牠們開始將活動領域局限在地面上。另一方面，緬甸蟒亦是游泳能手，更能逗留於水內達半小時之久。緬甸蟒多把身體隱藏於矮樹叢間，一些分布於偏北地區的蟒蛇在遇到寒冷的季節也會進入冬眠狀態。緬甸蟒約於早春時分進行生育繁殖，雌蛇平均誕下12至36枚蛇卵，並加以孵育（以身軀肌肉的磨擦動作為蛇卵提供熱能）。幼蛇孵出後，會以乳齒將部分蛋殼撐破，並逗留於蛋殼內靜待蛇皮的長完，然後便會出外自行獵食。

## 進食習慣
在進食習慣方面，緬甸蟒跟一般蛇類一樣屬於肉食性動物。緬甸蟒根據各自體型的不同，而捕獵各種大小不一的鳥類及哺乳動物。牠們以尖銳的倒勾狀牙齒咬緊獵物，然後將軀體綑綁著對手加以緊壓，利用強勁的肌肉力量將對手捏死。牠們間中也會於人類周邊出現，主要原因是人類住居所聚生的鼠類是牠們的主要糧食之一。緬甸蟒雖然屬於受保護物種，可是牠們亦經常殺害許多瀕危的鳥類，因此牠們亦同時被視為一種害獸。
被飼養的緬甸蟒主要進食專作餵食用途的各種鼠類，隨著體型的成長也會漸需食用兔子、雞隻一類的動物，一些緬甸蟒甚至需要更大型的食物（如豬隻、羊隻）。較大的緬甸蟒亦以會狙擊短吻鱷而聞名，情況就如上述佛羅里達州大沼澤地一帶所發生的事件一般。緬甸蟒多數會選擇捕食較為小型的獵物，這能避免經常使用緊捏式獵殺，讓身體得以保存體力，成年蟒是頂級掠食者除人類外幾乎沒有天敵，未成年的蟒只有鱷魚、巨蜥會捕食牠们。

## 飼養情況
緬甸蟒外型吸引人，而且容易飼養，是相當受歡迎的寵物。不過，緬甸蟒最大的缺點是其迅速成長的體格，如果受到足夠的飼養更能於一年內成長至最少超越3米的長度。緬甸蟒於四歲左右就已屆成年體型，不過在餘下約20多年的正常壽命中，牠們還是會繼續緩慢地成長。緬甸蟒雖然以溫馴聞名，但牠們其實是力大無窮的動物，單憑咬擊及以軀體纏捏這兩種手段，已絕對足夠將飼養者置諸死地。另外，緬甸蟒胃納甚大，需要進食大量食物，而且其糧食更往往需要巨大的，甚至必須特別作準備的哺乳動物，因此飼育牠們的花費甚鉅。故此一些曾養育緬甸蟒的人，都會不堪其累，而選擇放生牠們。
本性使然，緬甸蟒即使被人飼養，牠們仍有主動出獵的傾向，因此有一定的危險性。而且每逢發情期，雄性緬甸蟒也許亦會嘗試出逃。清潔蛇籠亦有一定困難，因為蛇糞相當巨大，成年緬甸蟒的糞便甚至需要動用鐵鏟來清除。
即使緬甸蟒相當溫和，同時亦具備一定的吸引力，但牠所擁有的龐大身軀與力量，實在不適合初養者飼養。但正因緬甸蟒有不少飼養上的缺點，所以一些不法寵物商會不擇手段地向初養者推銷緬甸蟒，緬甸蟒的突出外表對初養者而言亦有不可抗拒的誘惑感，因此經常出現飼養者事後感到後悔的錯配事件。另一項需要留意的事情是，緬甸蟒是一種擅長投機取巧的動物，當牠了解到「只要寵物露出餓態，主人便會加以餵食」的道理後，便會經常裝出飢餓的樣子以吸引飼養者餵食，儘管牠已經進食了足夠食物，牠仍會不斷求食，循環的過分餵飼會導致緬甸蟒過肥，增加飼養者的負擔，亦導致更多緬甸蟒被放生到野外的情形。
在飼養緬甸蟒時，一旦體長超過1.5公尺後最好就把餵時頻率改為兩週一次，以避免其成長過快。另外，儘管野生的緬甸蟒往往都有五公尺左右，但在人工飼養的情況下即便是體型較大的雌蟒大多都只有4公尺左右，公蟒更小，多半只有3公尺左右。

## 徒手舉蛇
緬甸蟒體型碩大，其壯觀的外貌令不少人類有與其接觸的興趣，因此徒手舉蛇、讓蛇類於身體上盤旋等行為，是一種於人類（尤其是外地遊客）間頗受歡迎的活動。緬甸蟒由於軀體委實太長，經常首尾不能相顧，因此有害怕接觸人類的傾向，更會主動迴避人類；雖然如此，若要與緬甸蟒作直接接觸，仍有一些需要特別注意的地方。一條長達5米的緬甸蟒，有足夠的力量去殺死一名成年男人，因此要獨自徒手舉起一條緬甸蟒是應該避免的行為。如果一條緬甸蟒正纏繞著某人，在周邊的其它人要立即幫忙從蟒蛇的尾部開始，嘗試緩緩將蟒蛇展開，以減輕被纏繞者受壓的危機。許多爬蟲類動物園中都有專業人士示範如何徒手舉蛇，在正式進行舉蛇時，這些專業人士多會負責拿著蟒蛇的頭部，而其它群眾則陸續舉起各段蛇體。舉蛇時雙手必須溫柔而實在地掌握蛇體，才是最正確的持蛇方式。

## 特殊變化
緬甸蟒基於斑紋漂亮、體型突出，因而成為常被飼養的蛇種之一，而因白化現象而全身變得斑白的緬甸蟒，更是極受歡迎。白化緬甸蟒的軀體以白色為基調，身上滿佈淡黃色或淡橙色的斑點，因而常被稱黃金蟒。另外，有一種被稱為「迷宮蟒」的緬甸蟒，身上的斑紋分布延綿交錯，呈迷宮狀；有的體色像卡其色，有的軀體表面質感像花崗岩，這幾種形態是比較著名的特色緬甸蟒。一些緬甸蟒養育者正致力研究各種緬甸蟒的血統系譜，想重新整理緬甸蟒的各系家族。早期有報告指這些體格怪異的「侏儒型」緬甸蟒，其身體的構色與一般正統緬甸蟒有著微小的差異，而這些特殊蟒蛇的身體亦只會發育到某個階段（約2.1米），便會停止成長（正常緬甸蟒一生都處於成長階段）。來自美國亞利桑那州的學者布爾·利維斯（Beau Lewis）是首位孕育出特殊緬甸蟒的人。

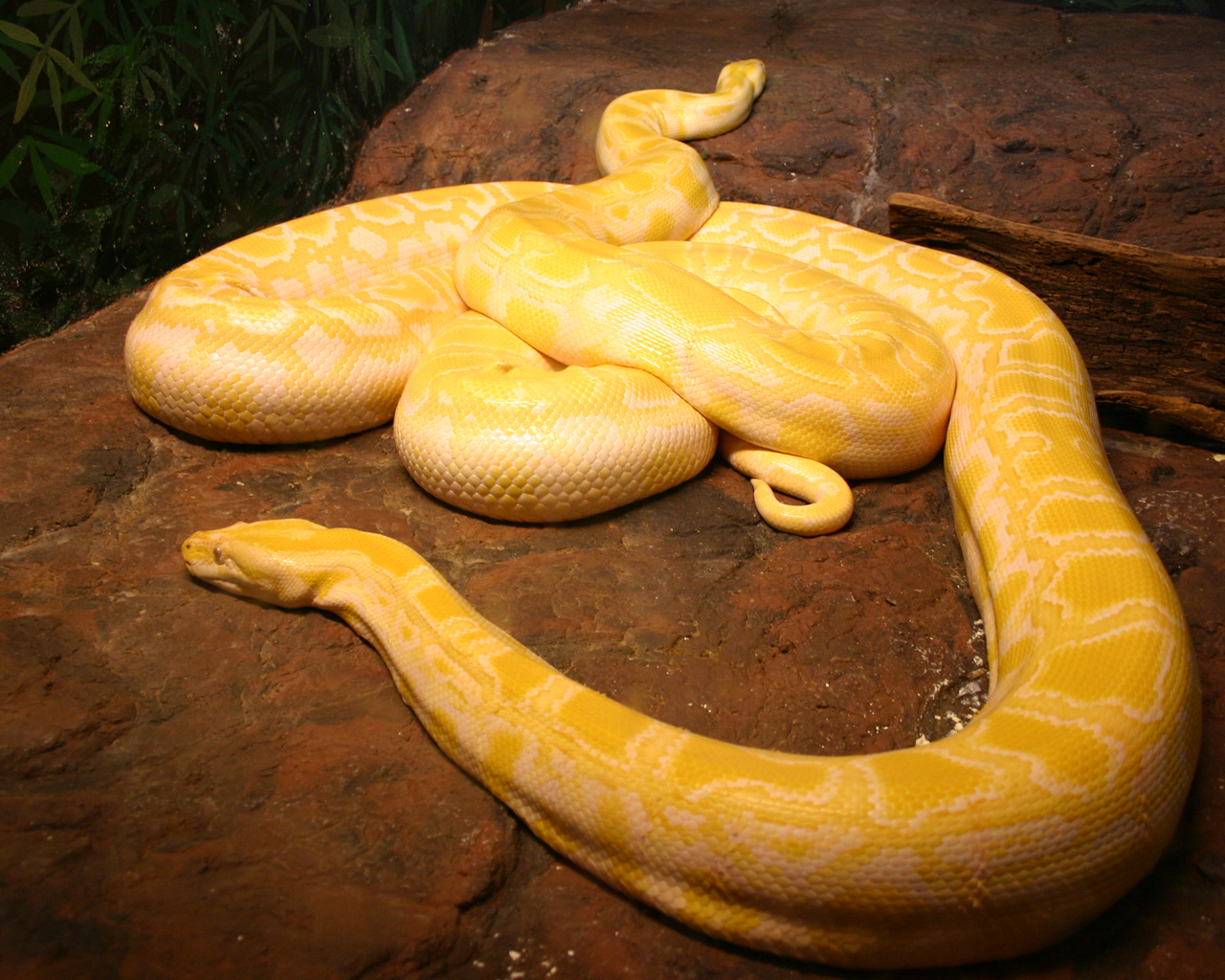
一條有白化現象的緬甸蟒

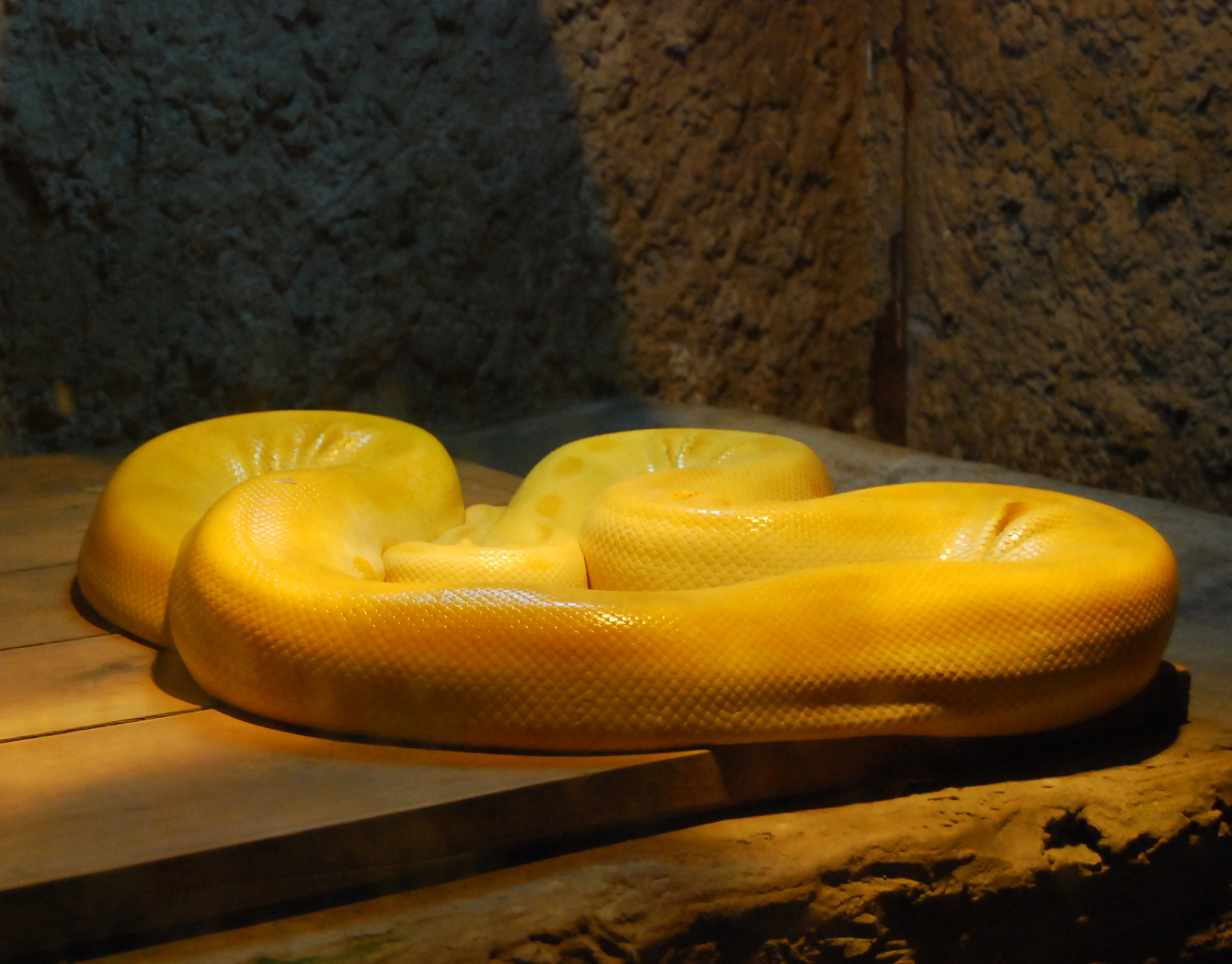
北京动物园的黄金蟒

在各種特殊緬甸蟒中，最受歡迎的是因白化基因（與白化症不同，是一種與體內色素細胞及表現型有關的白化情況）而導致渾身變成白色的緬甸蟒。這類緬甸蟒相當罕有，亦不能簡單地從各種特殊繁殖法孕育而得。白化緬甸蟒全身雪白，無明顯花紋，有一雙黑色的眼睛。另外一种称为黄金蟒的基因突变白化个体则是野生缅甸蟒经过人工选育繁殖而成，通体金黄色。
另一種同樣極為著名的緬甸蟒被稱為「焦糖緬甸蟒」，首條焦糖緬甸蟒由美國堪薩斯州堪薩斯城的麥克及傑森於2008年5月15日成功孵育出世。這種焦糖緬甸蟒有著焦糖色的體紋，雙眼則呈現彷如牛奶巧克力的顏色。

## 保育情況
蟒蛇在《濒危野生动植物种国际贸易公约》附录Ⅱ中。蟒蛇在中华人民共和国被列为国家二级保护动物。在香港，根據《野生動物保護條例》第170章，緬甸蟒屬於受保護物種，是相當受到重視的一種野生動物。但在美國佛羅里達州，估計是由於曾被當作寵物飼養的緬甸蟒逃脫野化，對當地生態系統造成影響，以致有關當局要考慮允許民眾獵殺緬甸蟒作食用。

## 外部連結
- （英文）緬甸蟒資訊
- （英文）佛羅里達野生動物資訊 （页面存档备份，存于）
- （英文）關於飼養緬甸蟒